# 6527 Takashiito
6527 Takashiito (tên chỉ định: 1992 UF6) là một tiểu hành tinh vành đai chính. Nó được phát hiện bởi Akira Natori và Takeshi Urata ở Trạm quan sát JCPM Yakiimo ở Shimizu, Shizuoka, Nhật Bản, ngày 31 tháng 10 năm 1992. Nó được đặt theo tên Takashi Ito, a Japanese planetary scientist.